# Uniwersytet Czarnogóry
Uniwersytet Czarnogóry (czar. Универзитет Црне Горе/Univerzitet Crne Gore) to jedyna państwowa wyższa uczelnia w Czarnogórze. Instytucja ta powstała 29 kwietnia 1974 w Titogradzie (dzisiejsza Podgorica) w wyniku połączenia kilku uczelni działających na terenie Czarnogóry. Wydziały i inne jednostki organizacyjne znajdują się głównie w Podgoricy oraz w Kotorze, Cetynii oraz w Nikšiciu.

## Wydziały
- Wydział Architektury
- Wydział Biotechnologii
- Wydział Inżynierii Lądowej
- Wydział Nauk Ekonomicznych
- Wydział Inżynierii Elektrycznej
- Wydział Prawa
- Wydział Inżynierii Mechanicznej
- Wydział Medyczny
- Wydział Metalurgii i Technologii
- Wydział Nauk Przyrodniczych i Matematyki
- Wydział Filologii w Niksiciu i Podgoricy
- Wydział Nauk Politycznych
- Wydział Dramatu w Cetynii
- Wydział Sztuk Pięknych w Cetynii
- Akademia Muzyczna w Cetynii
- Wydział Studiów Morskich w Kotorze
- Wydział Turystyki i Zarządzania w Hotelarstwie w Kotorze
- Wydział Filozofii w Niksiciu
- Wydział Sportu i Wychowania Fizycznego w Niksiciu